# هیگاشی-کو، ساپورو
هیگاشی-کو (به لاتین: Higashi-ku) یک منطقهٔ مسکونی در ژاپن است که در ساپورو واقع شده‌است. هیگاشی-کو ۵۶٫۹۷ کیلومتر مربع مساحت و ۲۵۸٬۴۱۶ نفر جمعیت دارد.